# Bathycongrus
Bathycongrus es un género de anguilas de la familia de los cóngridos.

## Especies
Este género contiene las siguientes especies:
- Bathycongrus aequoreus (C. H. Gilbert & Cramer, 1897)
- Bathycongrus bertini (Poll, 1953)
- Bathycongrus bleekeri Fowler, 1934
- Bathycongrus bullisi (D. G. Smith & Kanazawa, 1977)
- Bathycongrus dubius (Breder, 1927)
- Bathycongrus guttulatus (Günther, 1887)
- Bathycongrus longicavis Karmovskaya, 2009
- Bathycongrus macrocercus (Alcock, 1894)
- Bathycongrus macrurus (C. H. Gilbert, 1891)
- Bathycongrus nasicus (Alcock, 1894)
- Bathycongrus odontostomus (Fowler, 1934)
- Bathycongrus parapolyporus Karmovskaya, 2009
- Bathycongrus parviporus Karmovskaya, 2011[2]
- Bathycongrus polyporus (D. G. Smith & Kanazawa, 1977)
- Bathycongrus retrotinctus (D. S. Jordan & Snyder, 1901)
- Bathycongrus thysanochilus (Reid, 1934)
- Bathycongrus trilineatus (Castle, 1964)
- Bathycongrus trimaculatus Karmovskaya & D. G. Smith, 2008
- Bathycongrus unimaculatus Karmovskaya, 2009
- Bathycongrus varidens (Garman, 1899)
- Bathycongrus vicinalis (Garman, 1899)
- Bathycongrus wallacei (Castle, 1968)